# Кюссе, Фриц Матвеевич
Фриц Матвеевич Кюссе (по другим данным - Франц) (бел. Фрыц Мацвеевіч Кюсэ; 1888, Курляндская губерния — 1937) — политический деятель Белорусской Советской Социалистической Республики (БССР). С 1920 по 1921 год занимал должность председателя Минского горисполкома.

## Биография
После Февральской революции 1917 года был избран членом солдатского комитета полка. С мая 1917 года был членом Минского Совета рабочих и солдатских депутатов, поддерживал связь со своей большевистской фракцией. В 1919-1920 гг. работал комиссаром в Смоленске.
В июле 1920 года вернулся в Минск и стал членом правления Союза коммунального хозяйства БССР. С декабря 1920 по декабрь 1921 года занимал пост председателя Минского горисполкома. Член ЦБ Коммунистической партии Белоруссии и ЦИК БССР в 1920-1921 гг.